# 李敢
李敢，飛將軍李廣的幼子，西漢将领。

## 家世
李廣有三個兒子，長子李當戶（李陵之父）、次子李椒都先於李廣而死，唯留幼子李敢。

## 生平
李敢以英勇著稱，是霍去病的校尉，因跟隨霍去病力戰匈奴之功，賜爵關內侯，食邑二百戶。
元狩四年（公元前119年）李敢之父李廣於漠北之戰隨衛青出定襄，預計繞東路圍擊匈奴單于時迷路，與迎擊匈奴主力、急需援助的漢軍失期，李廣戰後自盡。李敢在漠北之戰於霍去病麾下出漠北贏得戰功，戰後得知父親李廣的死訊。
元狩五年（公元前118年）漢武帝於鼎湖宮重病，朝中多方勢力暗湧，李敢击伤當時權傾朝野的大司馬大将军衛青，衛青掩飾隱瞞沒有追究。但他的外甥霍去病卻不能接受。後漢武帝於甘泉宮狩獵，李敢與霍去病同去。霍去病趁打獵時射死了李敢。漢武帝對外称「李敢狩獵時被鹿撞死」了结此事。

## 后世
李敢的儿子李禹，是太子刘据親信，後來因為其從兄弟李陵的投降案牽連，被殺。另有一女李氏为太子刘据所宠幸的宫人。